# Brandon Nimmo
Brandon Tate Nimmo (Cheyenne, 27 marzo 1993) è un giocatore di baseball statunitense naturalizzato italiano, che gioca come esterno per i New York Mets della Major League Baseball "MLB".

## Minor League (MiLB)
Nimmo venne selezionato al 1º giro del draft amatoriale del 2011 come 13ª scelta dai Mets. Nello stesso anno giocò con due squadre differenti finendo con .211 alla battuta, .318 in base, 2 fuoricampo, 4 RBI, nessuna base rubata e 5 punti in 10 partite (38 AB). Il 6 marzo 2012 venne inserito nel roster dei Mets, per essere protetto dal Rule 5 Draft, in MiLB giocò a livello A- con i Brooklyn Cyclones della New York-Penn League "NYP" finendo con .248 alla battuta, .372 in base, 6 fuoricampo, 40 RBI, una base rubata e 41 punti in 69 partite (266 AB).
Il 6 marzo 2013 venne nuovamente inserito nel roster dei Mets, per essere protetto dal Rule 5 Draft. In Minor giocò a livello A con i Savannah Sand Gnats nella South Atlantic League "SAL", terminando con .273 alla battuta, .397 in base, 2 fuoricampo, 40 RBI, 10 basi rubate e 62 punti in 110 partite (395 AB). L'11 febbraio 2014 venne invitato a giocare la pre-stagione con i Mets. In MiLB giocò con due squadre finendo con .278 alla battuta, .394 in base, 10 fuoricampo, 51 RBI, 14 basi rubate e 97 punti in 127 partite (467 AB).
Il 3 febbraio 2015 venne invitato nuovamente a giocare la pre-stagione con i Mets. In MiLB giocò con tre squadre differenti finendo con .269 alla battuta, .362 in base, 5 fuoricampo, 26 RBI, 5 basi rubate e 48 punti in 104 partite (376 AB). Nel 2016 giocò a livello AAA con i Las Vegas 51s della Pacific Coast League "PCL" finendo con .352 alla battuta, .423 in base, 11 fuoricampo, 61 RBI, 7 basi rubate e 72 punti in 97 partite (392 AB).

## Major League (MLB)

### New York Mets (2016-presente)
Nimmo fu convocato in prima squadra il giorno prima del debutto nella MLB, avvenuto il 26 giugno 2016, al Turner Field di Atlanta contro gli Atlanta Braves. Il 18 luglio venne opzionato nella PCL coi 51s, il 29 dello stesso mese venne richiamato in MLB. Il 2 agosto venne nuovamente opzionato in MiLB, dopo soli due giorni venne richiamato per giocare con i Mets. il 10 agosto venne per l'ultima volta opzionato ai 51s, il 6 settembre venne richiamato in MLB. Finì la sua 1ª stagione con .274 alla battuta, .338 in base, un fuoricampo, 6 RBI, nessuna base rubata e 12 punti in 32 partite (73 AB), battendo con una distanza media in lunghezza di 212,33 feet e 30,15 feet in altezza.
Il 30 marzo 2017 è stato inserito nella lista infortuni (dei 10 giorni) per uno stiramento al muscolo ischiocrurale della gamba destra. Il 2 maggio è stato assegnato per la riabilitazione ai 51s nelle Minor.

## Palmarès
- (2) Futures Game Selection (2013, 2015)
- (1) Arizona Fall League "AFL" Rising Stars (2014)
- (2) MiLB.com Organization All-Star (2014, 2016)
- (1) Baseball America AAA All-Star (2016)
- (1) Giocatore della settimana della PCL (21 agosto 2016)
- (1) Mid-Season All-Star della Eastern League "EAS" (2015)
- (1) Mid-Season All-Star della Florida State League "FSL" (2014)
- (1) Mid-Season All-Star della South Atlantic League "SAL" (2013).

## Nazionale
Con la Nazionale di baseball dell'Italia ha disputato il World Baseball Classic 2017.